# Naamlettereffect
Het naamlettereffect, vertaling van The name letter effect, zoals het opdook in de psychologische literatuur, beschrijft het psychologisch verschijnsel dat proefpersonen vaak een voorkeur hebben voor lettercombinaties, woorden, merknamen, etc. waar ook hun eigen initialen in voorkomen. Hoe hoger het zelfwaardegevoel van de proefpersonen, des te sterker kwam het naamlettereffect naar voren.
Het verschijnsel werd in 1985 voor het eerst gerapporteerd en gerelateerd aan narcisme door Jozef Nuttin.
Later werd een analoog verschijnsel geconstateerd bij cijfers als een geboortedatum- of verjaardag-effect.
Sociaal psychologen zijn het er echter niet over eens of het naamlettereffect karaktereigenschappen bevestigt of dat het enkel een grotere vertrouwdheid met de eigen initialen weerspiegelt. 
Een ander punt van kritiek is dat het naamlettereffect enkel is bewezen in labo-situaties en niet tijdens veldwerk.